# Kostel Nejsvětější Trojice (Rabí)
Kostel Nejsvětější Trojice byl vystavěn východně od areálu zříceniny hradu Rabí. Stavba kostela je umístěna v podhradí, na okraji skalního srázu. Dominantou obce Rabí je zřícenina stejnojmenného hradu, která se nachází na skále. Jedná se o nejstarší stavbu s první písemnou zmínkou z roku 1380. V jeho blízkém okolí se nachází kostel Nejsvětější Trojice a židovský hřbitov, kde se poslední pohřeb konal v roce 1911. Město Rabí je kulturní památkovou zónou a na jejím odlehlém východním okraji se nachází barokní hřbitovní kostel sv. Jana Nepomuckého. Naopak, na východním okraji města, leží pozůstatky zříceniny kaple Všech svatých, která byla zrušena na konci 18. století.

## Stavební fáze

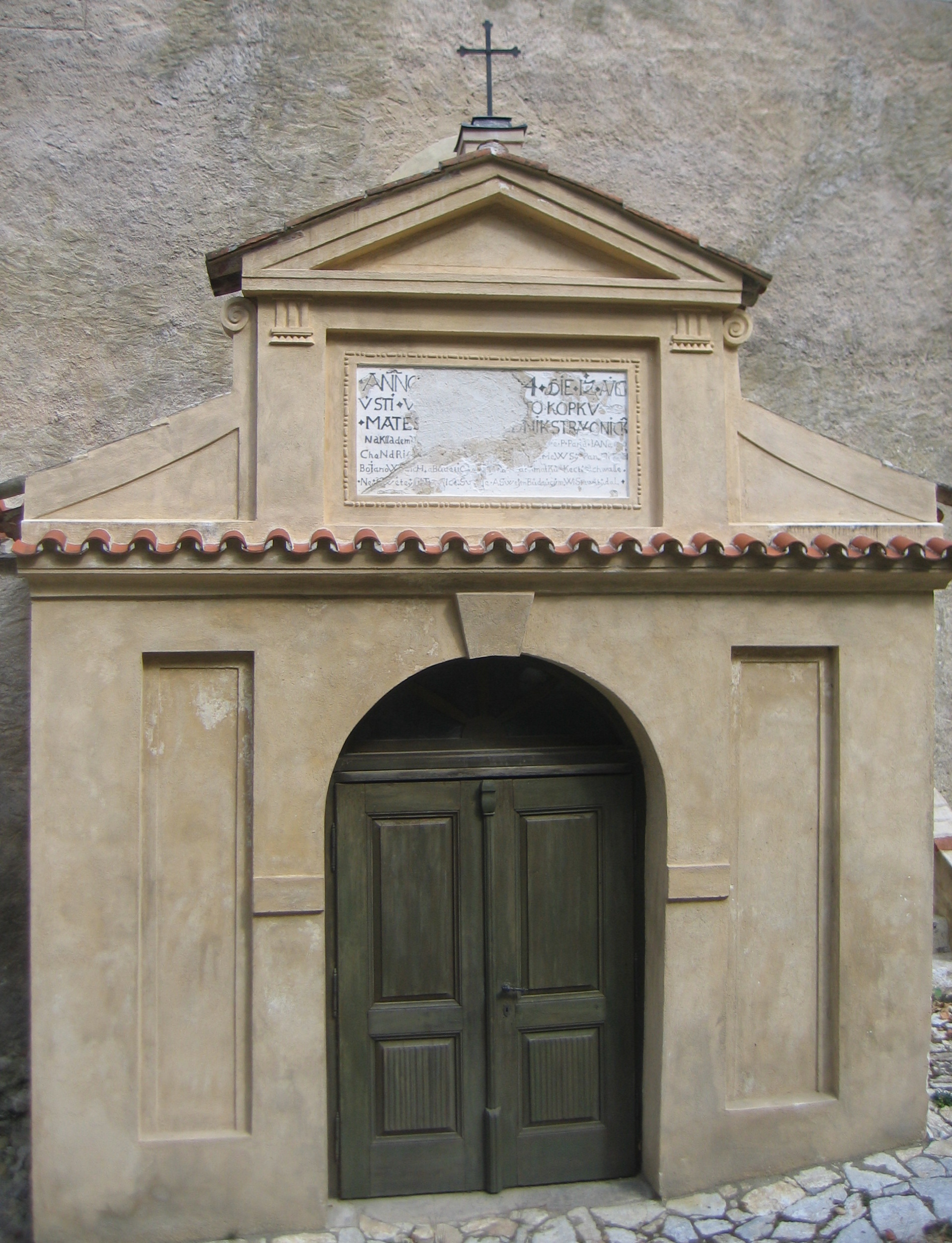
Vstup do kostela

Kostel Nejsvětější Trojice, označovaný též jako kostel Svaté Trojice, v Rabí nechal postavit Půta Švihovský z Rýzmberka roku 1498, původně se jednalo o hradní kapli.

## Stavební podoba

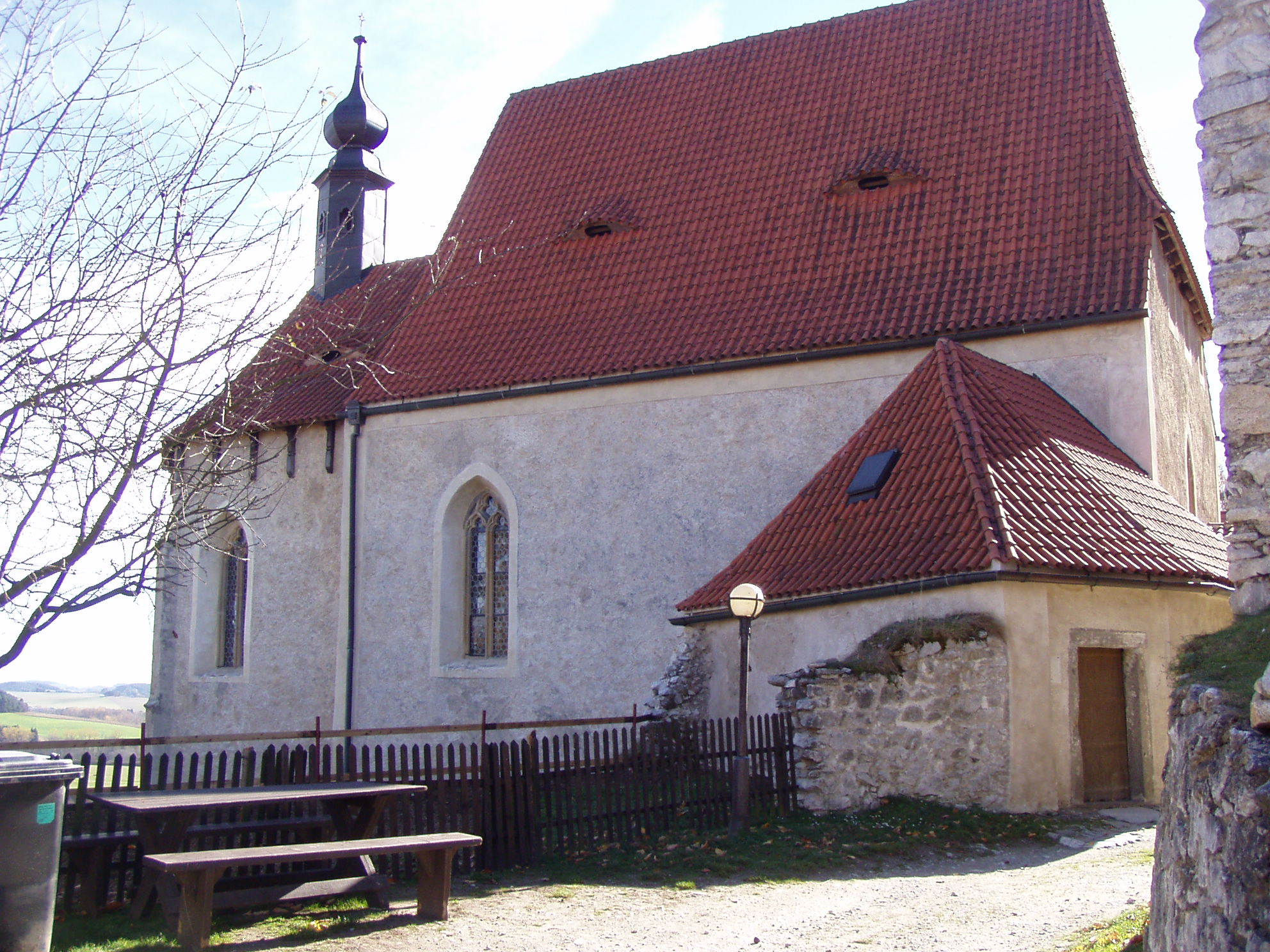
Pohled na kostel zboku

Dnešní podoba kostela je jednolodní orientovaná stavba s obdélnou lodí s připojeným presbytářem úzkých rozměrů, který je trojboce zakončen a vyvýšen nad úroveň terénu. Na straně severozápadní přistavěna kaple přiléhající k lodi a předsíňkou v západním průčelí se schodištěm do suterénu. Ten se nachází pod lodí a presbytářem a kopíruje jejich půdorys. Předsíň i loď zakrývá oddělená sedlová střecha. Štít předsíně tvoří tympanon. Loď je zaklenuta třemi poli síťové klenby s vtaženými hranolovými pilíři. Chór je zaklenut síťovou klenbou bez konzol, která směrem k jeho závěru přechází do hvězdy. Loď kostela se otevírá do prostoru pomocí empory, kam je možné dostat se po točitém schodišti v jihozápadním rohu. Do lodě se původně vstupovalo přes sedlový portál s protínanými pruty, před tento vchod však byla přistavěna barokní předsíň, která částečně zasahuje do ostění lomeného okna. Kostel je přístupný i bočním vstupem z renesanční sakristie, na severní straně. Kostel, byl roku 1786 obnoven Janem knížetem z Lamberka, kdy prošel i renovací a poté na počátku 19. století proběhla rekonstrukce krovu nad chórem, který byl nahrazen novým. Na stejném místě se do počátku 19. století nacházelo polopatro se střílnami, které mohlo být využito jako obranný prvek. V roce 1907 byl kostel restaurován a vymalován, pod vedením architekta Eduarda Sochora.